# Titre associatif
Le titre associatif, en droit français, est une obligation qu'une association loi de 1901 peut émettre afin de souscrire à un emprunt.

## Histoire
Le titre associatif est introduit par l'article L213-8 du Code monétaire et financier.
Il permet d'investir dans les fonds propres d'une association, en échange d'une rémunération annuelle plafonnée au taux moyen de rendement des obligations des sociétés privées.
Le 31 juillet 2014, la loi relative à l'économie sociale et solidaire permet de rendre les titres associatifs plus attractifs, notamment en augmentant leur taux de rémunération. Cette revalorisation a lieu parce que les anciens titres associatifs n'étaient que très peu utilisés.